# Elkhart (Kansas)
Elkhart – miasto w Stanach Zjednoczonych, w stanie Kansas, siedziba administracyjna hrabstwa Morton.